# Росно
Росно е село в Северна България. То се намира в община Златарица, област Велико Търново.

## География
Село Росно се намира на 10 км от общинския център град Златарица и на 35 км от Велико Търново.
Обхваща част от Дунавската равнина и Предбалкана. Територията на селото има хълмист релеф, образуван от ниски и средно високи ридове. През територията на селото минава река Бебровска, която се влива в река Веселина. Освен реката в селото има един язовир и един водоем, които обогатяват водните запаси. Има богато дивечово стопанство диви свине, сърни и елени, фазани и др. През селото преминават транспортни и комуникационн връзки. В селото има и магазин.

## Население
Преброяване на населението през 2011 г.
Численост и дял на етническите групи според преброяването на населението през 2011 г.:
|                     | Численост | Дял (в %) |
| Общо                | 94        | 100,00    |
| Българи             | 62        | 65,95     |
| Турци               | 28        | 29,78     |
| Цигани              | 0         | 0,00      |
| Други               | 4         | 4,25      |
| Не се самоопределят | 0         | 0,00      |
| Неотговорили        | 0         | 0,00      |

## История
Старото име на Росно е Дорнадере, което означава „Бистрата вода“. При определянето на новото име на селото е решено то да се преименува на „Росен“ заради името на билката, която се намира в околностите на селото. Но чиновническа грешка променя името на „Росно“, което остава оттогава.

## Културни и природни забележителности
- В село Росно се заселиха много англичани.
- Сборът на село Росно се празнува всяка последна събота на месец август.
- През селото преминава река по бреговете, на която има много хубави места за отдих и почивка.
- През него минава път за други балкански села, то е разположено на хубаво място с прекрасна зелена природа.